# Fikayo Tomori
Oluwafikayomi Oluwadamilola Tomori, communément appelé Fikayo Tomori, né le 19 décembre 1997 à Calgary au Canada, est un footballeur international anglais qui évolue au poste de défenseur à l'AC Milan.

## Biographie

### En club
Avec l'équipe des moins de 19 ans de Chelsea, il remporte l'UEFA Youth League en 2016, inscrivant un but en finale contre le Paris Saint-Germain. Il dispute son premier match au niveau professionnel en entrant à l'heure de jeu face à Leicester City en Premier League le 15 mai 2016.
Le 23 janvier 2017, Tomori part en prêt à Brighton & Hove pour une durée de six mois, durant lesquels il dispute dix matchs.
Le 31 août 2017, il est prêté pour une saison à Hull City. Il dispute vingt-six matchs toutes compétitions confondues avec Hull avant de réintégrer l'effectif des Blues à l'issue de la saison.
Le 6 août 2018, Tomori est de nouveau cédé en prêt pour une saison, cette fois à Derby County. Titulaire dans l'équipe entraînée par Frank Lampard, il participe à cinquante-cinq matchs avec Derby County avant de réintégrer l'effectif des Blues, désormais entraînés par le même Frank Lampard.
Le 14 septembre 2019, le défenseur anglais marque son premier but sous le maillot de Chelsea à l'occasion d'un déplacement à Wolverhampton (victoire 2-5).
le 22 janvier 2021, il est prêté pour une durée de 6 mois à l'AC Milan. il joue son premier match en Serie A le 30 janvier 2021 en disputant l'intégralité de la rencontre contre Bologne (1-2).
L'AC Milan lève l'option d'achat en juin 2021 contre le versement d'un montant de 28 millions d'euros à Chelsea. Il signe alors un contrat jusqu'en 2025 avec le club lombard.

### En équipe nationale
Fikayo Tomori dispute le championnat d'Europe des moins de 19 ans en 2016 avec l'équipe d'Angleterre des moins de 19 ans. Il participe à trois matchs au cours de cette compétition, qui voit l'Angleterre échouer en demi-finale face à l'Italie.
Il participe ensuite à la Coupe du monde des moins de 20 ans 2017 avec l'équipe d'Angleterre de cette catégorie. L'Angleterre remporte la compétition en battant le Venezuela en finale, Tomori ayant pris part à sept rencontres.
Il fait partie des vingt joueurs sélectionnés en équipe d'Angleterre espoirs pour disputer le Festival international espoirs 2018.
Le 27 mai 2019, il fait partie des vingt-trois joueurs sélectionnés pour participer à l'Euro espoirs 2019 avec l'équipe d'Angleterre. L'Angleterre est éliminée dès la phase de groupes.
Le 17 novembre 2019, Tomori honore sa première sélection avec l'équipe d'Angleterre lors d'un match comptant pour les éliminatoires de l'Euro 2020 contre le Kosovo (0-4).

## Statistiques
| Saison                | Club                   | Championnat           | Championnat | Championnat | Coupe nationale | Coupe nationale | Coupe de la Ligue | Coupe de la Ligue | Supercoupe | Supercoupe | Compétition(s) continentale(s) | Compétition(s) continentale(s) | Compétition(s) continentale(s) | Play-offs | Play-offs | Angleterre | Angleterre | Total | Total |
| Saison                | Club                   | Division              | M.          | B.          | M.              | B.              | M.                | B.                | M.         | B.         | Comp.                          | M.                             | B.                             | M.        | B.        | M.         | B.         | M.    | B.    |
| 2015-2016             | Chelsea FC             | Premier League        | 1           | 0           | -               | -               | -                 | -                 | -          | -          | -                              | -                              | -                              | -         | -         | -          | -          | 1     | 0     |
| 2019-2020             | Chelsea FC             | Premier League        | 15          | 1           | 2               | 1               | -                 | -                 | -          | -          | C1                             | 5                              | 0                              | -         | -         | 1          | 0          | 23    | 2     |
| 2020-2021             | Chelsea FC             | Premier League        | 1           | 0           | 1               | 0               | 2                 | 0                 | -          | -          | -                              | -                              | -                              | -         | -         | -          | -          | 4     | 0     |
| Sous-total            | Sous-total             | Sous-total            | 17          | 1           | 3               | 1               | 2                 | 0                 | 0          | 0          | -                              | 5                              | 0                              | -         | -         | 1          | 0          | 28    | 2     |
| 2016-2017             | Brighton & Hove (prêt) | Championship          | 9           | 0           | 1               | 0               | -                 | -                 | -          | -          | -                              | -                              | -                              | -         | -         | -          | -          | 10    | 0     |
| 2017-2018             | Hull City (prêt)       | Championship          | 25          | 0           | 1               | 0               | -                 | -                 | -          | -          | -                              | -                              | -                              | -         | -         | -          | -          | 26    | 0     |
| 2018-2019             | Derby County (prêt)    | Championship          | 44          | 1           | 4               | 0               | 4                 | 1                 | -          | -          | -                              | -                              | -                              | 3         | 0         | -          | -          | 55    | 2     |
| 2020-2021             | AC Milan (prêt)        | Série A               | 17          | 1           | 1               | 0               | -                 | -                 | -          | -          | C3                             | 4                              | 0                              | -         | -         | -          | -          | 22    | 1     |
| 2021-2022             | AC Milan               | Série A               | 31          | 0           | 4               | 0               | -                 | -                 | -          | -          | C1                             | 5                              | 1                              | -         | -         | 2          | 0          | 42    | 1     |
| 2022-2023             | AC Milan               | Série A               | 33          | 1           | 1               | 0               | -                 | -                 | 1          | 0          | C1                             | 10                             | 0                              | -         | -         | -          | -          | 45    | 1     |
| 2023-2024             | AC Milan               | Série A               | 26          | 4           | -               | -               | -                 | -                 | -          | -          | C1+C3                          | 6+3                            | 0                              | -         | -         | 1          | 0          | 36    | 4     |
| 2024-2025             | AC Milan               | Série A               | 21          | 0           | 4               | 0               | -                 | -                 | 2          | 0          | C1                             | 6                              | 0                              | -         | -         | 0          | 0          | 33    | 0     |
| 2025-2026             | AC Milan               | Série A               | 0           | 0           | 1               | 0               | -                 | -                 | 0          | 0          | -                              | 0                              | 0                              | -         | -         | 0          | 0          | 1     | 0     |
| Sous-total            | Sous-total             | Sous-total            | 128         | 6           | 11              | 0               | -                 | -                 | 3          | 0          | -                              | 34                             | 1                              | -         | -         | 3          | 0          | 179   | 7     |
| Total sur la carrière | Total sur la carrière  | Total sur la carrière | 222         | 8           | 20              | 1               | 6                 | 1                 | 3          | 0          | -                              | 39                             | 1                              | 3         | 0         | 4          | 0          | 297   | 11    |

## Palmarès

### En club
- AC Milan
- Championnat d'Italie :
  - Champion : 2022
  - Vice-champion en 2021
- Supercoupe d'Italie : 
  - Vainqueur en 2024

### En sélection
- Angleterre -20 ans
  - Vainqueur de la Coupe du monde en 2017.
- Angleterre espoirs
  - Vainqueur du Festival international espoirs en 2018.